# Krokosz

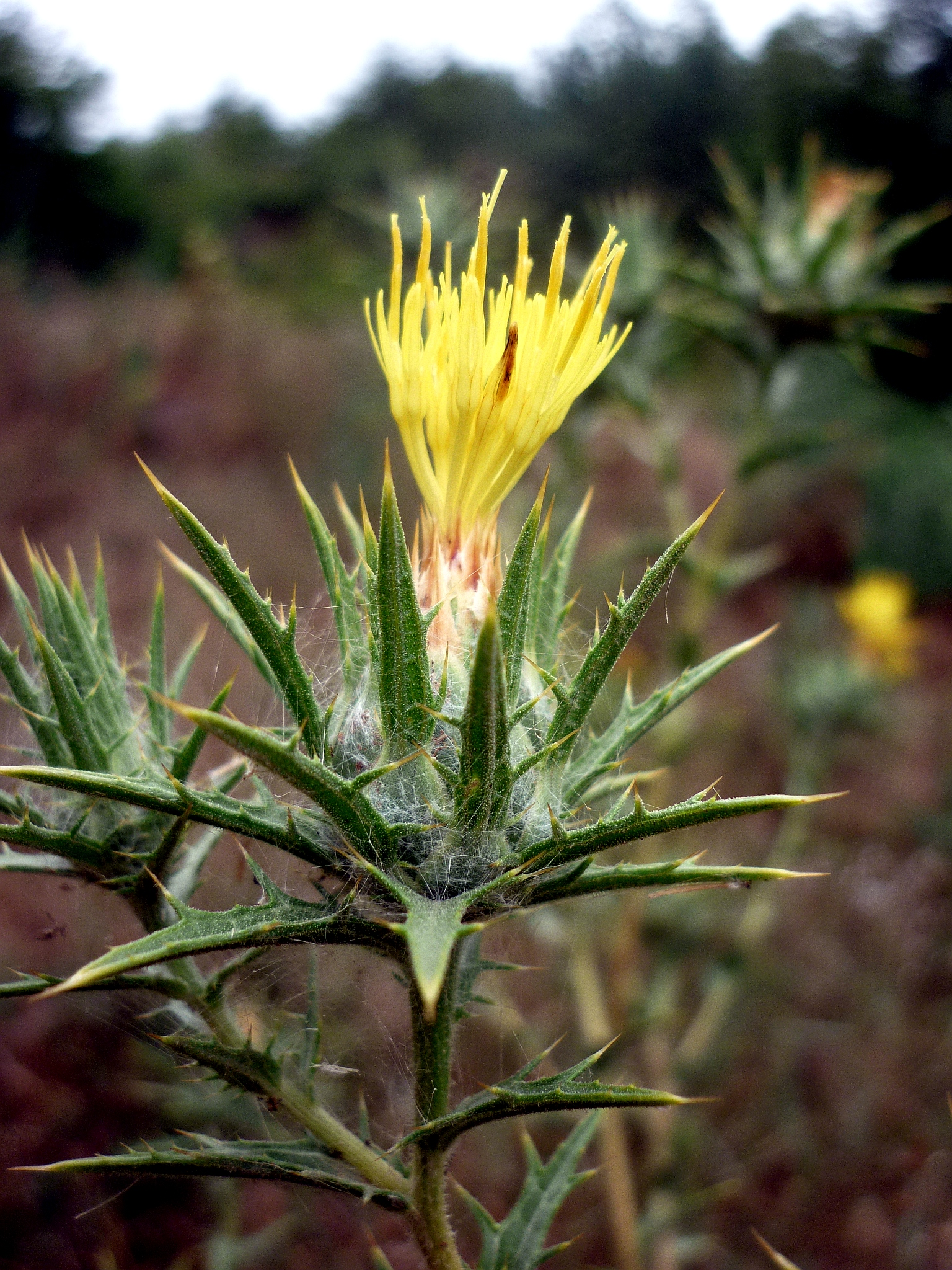
Carthamus lanatus

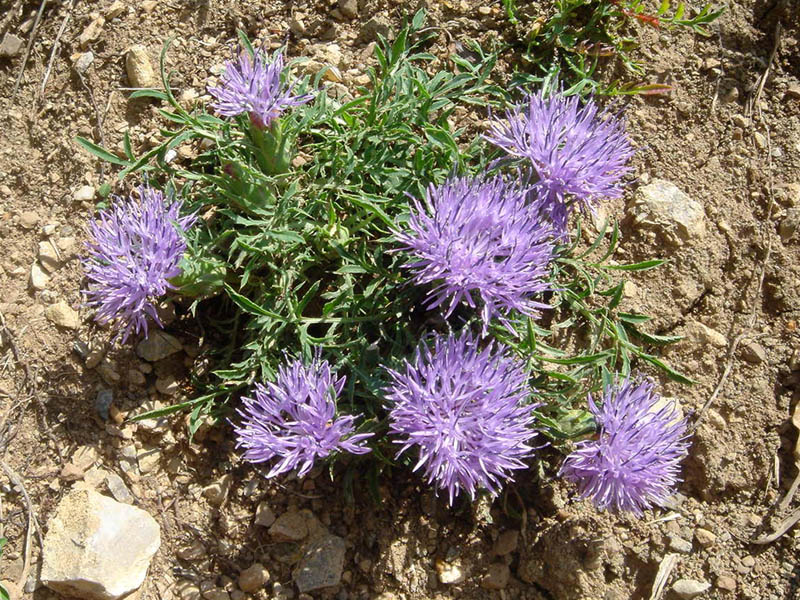
Carthamus mitissimus

Krokosz (Carthamus L.) – rodzaj roślin z rodziny astrowatych. W zależności od ujęcia systematycznego liczy od 20 gatunków (po wyłączeniu części tu zaliczanych do rodzajów karduncelus Carduncellus, Femeniasia i Phonus) do 47–48 gatunków w szerokim ujęciu. Rośliny te rosną w basenie Morza Śródziemnego oraz w Azji południowo-zachodniej i środkowej, a jako rośliny introdukowane także w Azji Wschodniej i w Ameryce Północnej. W Polsce jako gatunek przejściowo dziczejący (efemerofit) obecny jest krokosz błękitny C. lanatus (kilka innych gatunków bywa też uprawianych).
Do najszerzej rozpowszechnionych gatunków należy krokosz błękitny C. lanatus będący współcześnie już niemal kosmopolitycznym chwastem. Największe znaczenie ekonomiczne ma krokosz barwierski C. tinctoria. Kwiaty tej rośliny już co najmniej 1600 lat p.n.e. wykorzystywano w barwierstwie w Starożytnym Egipcie. Roślina przez stulecia wykorzystywana była do barwienia artykułów spożywczych (jako substytut szafranu), tkanin i kosmetyków. Kres temu położyło wynalezienie syntetycznych barwników anilinowych, choć jeszcze w XX wieku stosowano lokalnie krokosz do barwienia (np. twarogu w Niemczech). Po ograniczeniu zastosowań kwiatów tego gatunku do celów barwierskich zwiększyło się wykorzystanie z kolei owoców jako źródła oleju kartamusowego. Jest on używany w przemyśle spożywczym, w terapii choroby Crohna, w kosmetyce i aromaterapii. W wyniku modyfikacji genetycznej uzyskano także owoce zawierające ludzką insulinę oraz hormon wzrostu z karpia. Te ostatnie stosowane są w akwakulturze do karmienia krewetek. Krokosz barwierski uprawiany bywa także jako roślina ozdobna.

## Morfologia

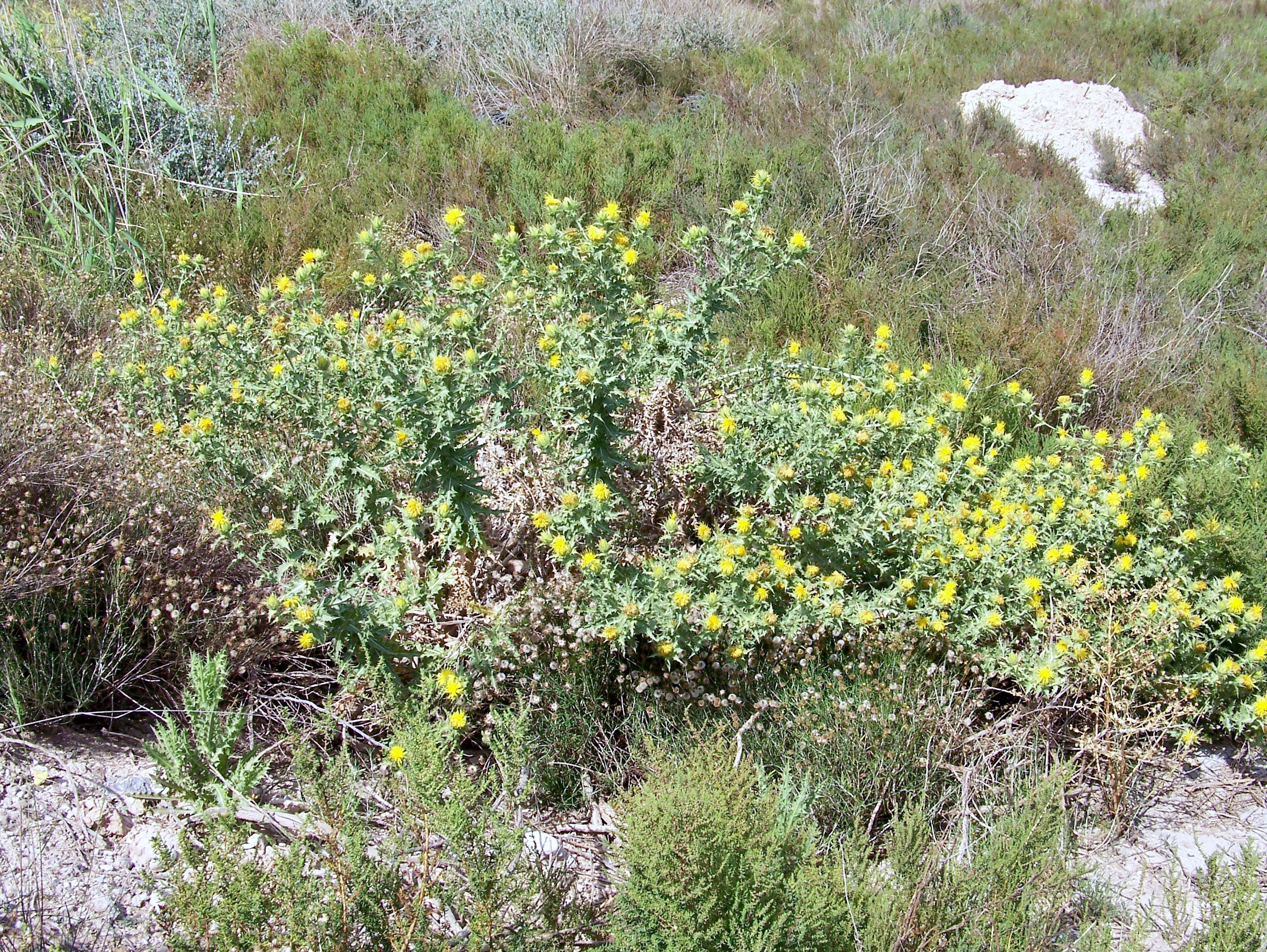
Carthamus arborescens

PokrójRośliny jednoroczne i byliny o pędach kolących i sztywnych, nagich, owłosionych lub ogruczolonych.
LiścieOdziomkowe i łodygowe lub tylko łodygowe, dolne z oskrzydlonymi ogonkami, górne siedzące, z nasadą często obejmującą łodygę. Blaszka liściowa ząbkowana do pierzasto klapowanej, kolczasta.
KwiatyZebrane w koszyczki pojedyncze lub po kilka na szczycie pędu. Ich okrywy są jajowate – ku górze zwężone, z listkami okrywy ułożonymi w 4–5 rzędach, równowąskimi do jajowatych, przy czym te najniższe zwykle liściopodobne i koląco zakończone. Dno koszyczka pokryte szczecinkami. Kwiaty wszystkie jednakowe, obupłciowe, o koronie rurkowatej, żółtej do czerwonej lub fioletowej.
OwoceNiełupki nagie, jajowato czworogroniaste. Puchu kielichowego brak lub trwały, złożony z licznych, nierównej długości szczecinek.

## Systematyka
Rodzaj z rodziny astrowatych Asteraceae z podrodziny Carduoideae, z plemienia Cardueae i podplemienia Centaureinae.
Rodzaj w wąskim ujęciu obejmuje 20 gatunków występujących we wschodniej części basenu Morza Śródziemnego i poprzez rejon Kaukazu i Iran po Azję Środkową. Pozostałe gatunki wyodrębniane są do rodzajów: Phonus Hill (dwa gatunki w południowej Hiszpanii i północnej Afryce), karduncelus Carduncellus Adans. (27 gatunków w basenie Morza Śródziemnego od Hiszpanii po Grecję), Femeniasia Susanna (jeden gatunek – F. balearica będący endemitem Minorki).
Wykaz gatunków (szerokie ujęcie – nazwy zweryfikowane według The Plant List)
- Carthamus arborescens L.
- Carthamus atractyloides (Pomel) Greuter
- Carthamus baeticus (Boiss. & Reut.) Nyman
- Carthamus balearicus (J.J.Rodr.) Greuter
- Carthamus boissieri Halácsy
- Carthamus caeruleus L.
- Carthamus calvus (Boiss. & Reut.) Batt.
- Carthamus carduncellus L.
- Carthamus carthamoides (Pomel) Batt.
- Carthamus catrouxii (Emb. ex Maire) Greuter
- Carthamus cespitosus (Batt.) Greuter
- Carthamus chouletteanus (Pomel) Greuter
- Carthamus creticus L.
- Carthamus curdicus Hanelt
- Carthamus dentatus Vahl
- Carthamus dianius (Webb) Sch.Bip.
- Carthamus duvauxii (Batt.) Batt.
- Carthamus eriocephalus (Boiss.) Greuter
- Carthamus flavescens Willd.
- Carthamus fruticosus Maire
- Carthamus glaucus M.Bieb.
- Carthamus gypsicola Iljin
- Carthamus helenioides Desf.
- Carthamus hispanicus (Boiss. ex DC.) Sch.Bip.
- Carthamus ilicifolius (Pomel) Greuter
- Carthamus lanatus L. – krokosz błękitny[9]
- Carthamus leucocaulos Sm.
- Carthamus lucens (Ball) Greuter
- Carthamus mareoticus Delile
- Carthamus matritensis (Pau) Greuter
- Carthamus mitissimus L. – karduncelus miękki[9]
- Carthamus multifidus Desf.
- Carthamus nitidus Boiss.
- Carthamus oxyacantha M.Bieb.
- Carthamus pectinatus Desf.
- Carthamus persicus Desf. ex Willd.
- Carthamus pinnatus Desf. – karduncelus pierzasty[9]
- Carthamus plumosus (Pomel) Greuter
- Carthamus pomelianus (Batt.) Batt.
- Carthamus reboudianus (Batt.) Batt.
- Carthamus rechingeri P.H.Davis
- Carthamus rhaponticoides (Pomel) Greuter
- Carthamus rhiphaeus Font Quer & Pau
- Carthamus strictus (Pomel) Batt.
- Carthamus tamamschjanae Gabrieljan
- Carthamus tenuis (Boiss. & Blanche) Bornm.
- Carthamus tinctorius L. – krokosz barwierski
- Carthamus turkestanicus Popov